# Liste der Naturdenkmale in Wehr (Eifel)
Die Liste der Naturdenkmale in Wehr nennt die im Gemeindegebiet von Wehr ausgewiesenen Naturdenkmale (Stand 14. Februar 2024).

## Naturdenkmale
| Nr.         | Bezeichnung         | Lage                             | Beschreibung       | Bild                                    |
| ----------- | ------------------- | -------------------------------- | ------------------ | --------------------------------------- |
| ND-7131-383 | Sommerlinde in Wehr | Kellerei, gegenüber Nr. 1/2 Lage | Tilia platyphyllos | Direkt Bild zu diesem Denkmal hochladen |

## Ehemalige Naturdenkmale
| Nr. | Bezeichnung                       | Lage                                                       | Beschreibung                                                                    | Bild                                    |
| --- | --------------------------------- | ---------------------------------------------------------- | ------------------------------------------------------------------------------- | --------------------------------------- |
|     | Zwei Pyramidenpappeln             | Bereich Waldstraße/Im Kühstiefel                           | Populus nigra 'Italica'; Rechtsverordnung aufgehoben                            | Direkt Bild zu diesem Denkmal hochladen |
|     | Sieben Pyramidenpappeln           | Bereich Waldstraße/Im Kühstiefel                           | Populus nigra 'Italica'; Rechtsverordnung aufgehoben                            | Direkt Bild zu diesem Denkmal hochladen |
|     | Sechs Pyramidenpappeln            | Kellerei, hinter Nr. 3–6 Lage                              | Populus nigra 'Italica'; Rechtsverordnung aufgehoben                            | Direkt Bild zu diesem Denkmal hochladen |
|     | Zwei Pyramidenpappeln             | südöstlich des Ortes und südlich des Wegs nach Maria Laach | Populus nigra 'Italica'; Rechtsverordnung aufgehoben                            | Direkt Bild zu diesem Denkmal hochladen |
|     | Zwei Pyramidenpappel              | südöstlich des Ortes und südlich des Wegs nach Maria Laach | Populus nigra 'Italica'; Rechtsverordnung aufgehoben                            | Direkt Bild zu diesem Denkmal hochladen |
|     | Pyramidenpappel                   | südöstlich des Ortes und südlich des Wegs nach Maria Laach | Populus nigra 'Italica'; Rechtsverordnung aufgehoben                            | Direkt Bild zu diesem Denkmal hochladen |
|     | Pyramidenpappel                   | südöstlich des Ortes und südlich des Wegs nach Maria Laach | Populus nigra 'Italica'; Rechtsverordnung aufgehoben                            | Direkt Bild zu diesem Denkmal hochladen |
|     | Baumgruppe auf dem Steinbergerhof | westlich des Ortes am Steinbergerhof Lage                  | Quercus sp., fünf Bäume, und Tilia sp., zwei Bäume; Rechtsverordnung aufgehoben | Direkt Bild zu diesem Denkmal hochladen |